# Puerta de San José
Puerta de San José é um município da Argentina, localizada no departamento de Ambato, província de Catamarca.